# Colonia Lázaro Cárdenas, Tepecoacuilco de Trujano
Colonia Lázaro Cárdenas är en ort i Mexiko.   Den ligger i kommunen Tepecoacuilco de Trujano och delstaten Guerrero, i den södra delen av landet, 150 km söder om huvudstaden Mexico City. Colonia Lázaro Cárdenas ligger 769 meter över havet och antalet invånare är 385.
Terrängen runt Colonia Lázaro Cárdenas är huvudsakligen kuperad, men åt nordost är den platt. Runt Colonia Lázaro Cárdenas är det ganska tätbefolkat, med 230 invånare per kvadratkilometer. Närmaste större samhälle är Tepecoacuilco de Trujano, 16,6 km nordost om Colonia Lázaro Cárdenas. I omgivningarna runt Colonia Lázaro Cárdenas växer huvudsakligen savannskog.